# Victoria Silvstedt
Karen Victoria Silvstedt, švedski fotomodel, igralka, pevka in televizijska voditeljica, * 19. september 1974, Skelleftehamn, Švedska.

## Zgodnje življenje
Victoria Silvstedt se je rodila v Skelleftehamnu, Švedska, vzgojili pa so jo kot eno od treh otrok v Bollnäsu, skupaj s starejšo sestro in mlajšim bratom. Uživala je v jahanju in želela je postati veterinarka.
Njen oče je bil trener lokalnega smučarskega moštva in zato je pri petih pričela z alpskim smučanjem. Leta 1989 je zasedla četrto mesto na mladinskem tekmovanju v velikem slalomu, na katerem je zmagala Pernilla Wiberg. Med enim izmed tekmovanj si je poškodovala ramo in zato je v alpskem smučanju pri šestnajstih prenehala tekmovati.
Nekaj let kasneje so Victorio Silvstedt povabili na tekmovanje za miss Švedske, saj sta njena mama in sestra njene fotografije poslale organizatorjem tekmovanja.

## Kariera

### Manekenstvo
Victoria Silvstedt je leta 1993 sodelovala na tekmovanju za miss Švedske, na katerem je zmagala. Svojo državo je kasneje zastopala tudi na tekmovanju za miss Universe v Sun Cityju, Južna Afrika, kjer je nazadnje zasedla eno od prvih desetih mest. Podpisala je pogodbo z neko pariško modno agencijo in kmalu zatem so jo najele velike modne hiše, kot so Chanel, Christian Dior, Giorgio Armani, Givenchy, Loris Azzaro in Valentino, da se je pojavila v njihovih reklamah in na njihovih modnih revijah.
Kmalu zatem jo je opazil Hugh Hefner, ki jo je povabil na snemanje za revijo Playboy v Los Angelesu. Decembra 1996 so jo imenovali za Playboyjevo zajčico meseca, leta 1997 pa za Playboyjevo zajčico leta. Od takrat se je pojavila v mnogih revijah Playboy, tudi v posebnih izdajah, pa tudi v mnogih njihovih televizijskih oddajah. V devetdesetih je podpisala pogodbo z enim od najbolj zaželenih modnih brandov, Guess?, katerega govornici sta med drugim tudi Claudia Schiffer in Anna Nicole Smith.
Tudi v 2000. in 2010. letih je Victoria Silvstedt nadaljevala z manekenstvom in se pojavila v svetovno priznanih revijah, kot so FHM, Glamour, GQ, Hello!, Maxim in Vanity Fair, ter delala za modne brande, kot na primer Lynx, Nike, Renault in Triumph International, pojavila pa se je tudi na naslovnici nekaterih DVD-jev Russa Meyerja.
V svoji karieri se je pojavila na več kot 500 naslovnicah revij.

### Igranje
Kot igralka Victoria Silvstedt deluje že vse od poznih devetdesetih, v tem času pa se je pojavila v raznih hollywoodskih televizijskih serijah, kot sta Malibu, CA in Melrose Place. Poleg tega je zaigrala tudi v mnogo hollywoodskih komičnih filmih, kot so BASEketball, The Independent, Out Cold in Boat Trip. Poleg tega je gostovala tudi v eni epizodi miamijske telenovele Ocean Ave., ki so jo izdali na Švedskem in Floridi.
Victoria Silvstedt je zaigrala tudi v mnogih evropskih filmih in televizijskih serijah, najpogosteje v italijanskih. Zaigrala je glavni vlogi v italijanskih filmih La mia vita a stelle e strisce in Un maresciallo in gondola, v katerem je zaigrala Kim Novak. Imela je stranski vlogi v filmih Un'estate al mare in Matrimonio alle Bahamas. Leta 2010 se je pojavila v britanskem komičnem dokumentarnem filmu Just for the Record, v katerem je poleg nje zaigral tudi Steven Berkoff in katerega slogan je bil: »Posneli so najslabši film vseh časov... pričnimo s sojenjem.« Imela je manjšo vlogo v francoskem filmu Heartbreaker (2010), v katerem sta poleg nje pomembnejši vlogi zaigrala še Romain Duris in Vanessa Paradis.
Victoria Silvstedt se je enkrat pojavila tudi v gledališču, in sicer v gledališki igri Pieces (of Ass), izredno uspešni off-broadwayjski igri, ki so jo leta 2004 uprizarjali v Los Angelesu.

### Vodenje televizijskih oddaj
Victoria Silvstedt je v devetdesetih vodila veliko število televizijskih oddaj, ki so jih predvajali povsod po svetu. Med drugim je vodila zabavne oddaje, kot so Candid Camera na CBS-ju, Eurotrash na kanalu Channel 4 in Wild on! na kanalu E!, poleg tega pa je vodila tudi razne podelitve nagrad, kot so NRJ Music Awards in World Music Awards. Prevzela je tudi vlogo slavne sodnice v oddaji Project Catwalk, britanski televizijski oddaji, ki govori o modnem oblikovanju.
Leta 2006 je sprejela vlogo voditeljice francoske oddaje La Roue de la Fortune in italijanske oddaje La Ruota Della Fortuna. Obe temeljita na popularni ameriški televizijski oddaji Wheel of Fortune in Victoria Silvstedt je, da je lahko en mesec snemala eno, drug mesec pa drugo oddajo, en mesec živela v Parizu, en mesec pa v Rimu, vse do leta 2009, ko so italijansko različico oddaje prenehali snemati. Od leta 2012 tudi francoske različice oddaje ne snema več.
Leta 2010 je Victoria Silvstedt pričela voditi lastno oddajo Sport by Victoria na kanalu Eurosport med zimskimi olimpijskimi igrami 2010. Med oddajo je predstavljala različne zimske športe in govorila v angleščini in francoščini.
Od leta 2011 je vodila mnoge televizijske specijalke iz franšize Le grand bêtisier na francoskem kanalu TF1, med drugim tudi božično specijalko Le grand bêtisier de Noël, ki si jo je ogledalo več kot tri milijone ljudi oziroma 32,7 procentov celotnega občinstva.

### Petje
Victoria Silvstedt je izdala nekaj lastne plesne glasbe preko svojega albuma Girl on the Run, ki ga je leta 1999 izdala preko založbe EMI- Preko albuma je izdala še tri single, in sicer »Hello Hey«, »Rocksteady Love« in »Party Line«; vsi trije singli so za uspešno prodajo na Švedskem prejeli zlato certifikacijo. Leta 2010 je izdala svoj četrti singl, naslovljen »Saturday Night«, verzijo Whigfieldove pesmi.
Victoria Silvstedt je dejala, da ji je petje zelo všeč, a da je zanjo to le konjiček in da si ne predstavlja, da bi to kdaj lahko postala njena kariera.

### Modno oblikovanje
Victoria Silvstedt se zanima tudi za modno oblikovanje in zato je na londonskem tednu mode leta 2006 izdala lastno kolekcijo spodnjega perila, imenovano Very Victoria Silvstedt.

### Resničnostna televizija
Victoria Silvstedt je lastno resničnostno oddajo, Victoria Silvstedt: My Perfect Life, prvič izdala preko kanala E! leta 2008. Oddajo so kasneje predvajali tudi drugod po svetu, in sicer v Evropi, Aziji, Avstraliji in obeh Amerikah.
Prva sezona govori o njeni karieri in zasebnem življenju, snemali pa so jo v Parizu, St. Tropezu, Cannesu, Monaku, Rimu, Londonu, Helsinkih, Stockholmu, Los Angelesu in New Yorku. Obiskala je tudi svojo družino na severu Švedske, kjer je odrasla, in se ponovno družila s svojimi prijatelji iz otroštva, jahala in tako dalje.

### Avtobiografija
Victoria Silvstedt je preko založbe Jean-Claude Gawsewitch Éditeur v Franciji objavila leta 2010 svojo avtobiografijo, naslovljeno Les Secrets de Victoria. Dans la Tête de Victoria Silvstedt, ki jo je napisala skupaj z novinarko Christelle Crosnier.
V knjigi opisuje svoje otroštvo, vzgojo, treniranje za profesionalno alpsko smučarko in resno nesrečo, ki je spremenila njene načrte za prihodnost. Govori o svojem začetku v svetu manekenstva, kako je postala ena izmed finalistk na tekmovanju za miss Universe v Južni Afriki, kako je sama, brez denarja, prispela v Pariz in poskušala zasloveti. Pove, kako je odšla v Los Angeles na snemanje za revijo Playboy in nazadnje postala Playboyjeva zajčica leta, nato pa dobila zelo zaželeno službo za brand Guess?. Nato je nekaj časa delala kot igralka v Hollywoodu, kjer je posnela veliko televizijskih serij in filmov, kasneje pa še v mnogo evropskih državah, posebej v Italiji. V naslednjih letih je postala priznana televizijska voditeljica, izdala album in štiri single.
Po podatkih finskega časopisa Keskisuomalainen Victoria Silvstedt vsako leto zaradi svojega manekenskega, voditeljskega in promocijskega dela zasluži na milijone dolarjev.

## Zasebno življenje
Victoria Silvstedt je Chrisa Wraggea spoznala leta 1997, ko je z njo delal intervju za revijo Entertainment Tonight. Na božični večer leta 1998 sta se zaročila in se leta 2000 poročila. Skupaj sta več let živela v Santa Monici in Houstonu, dokler se nista leta 2004 nazadnje ustalila v newyorškem okrožju SoHo. Leta 2007 sta se razšla, vendar se nista nikoli ločila.
Poleg svojega maternega jezika, švedščine, Victoria Silvstedt govori še angleško, francosko in italijansko.

## Filmografija

### Filmi
- BASEketball (1998)
- Ivans XTC (2000)
- Naken (2000)
- The Independent (2000)
- She Said I Love You (2001)
- Out Cold (2001)
- Cruel Game (2001)
- Boat Trip (2002)
- SnowBiZ (2003)
- La mia vita a stelle e strisce (2003)
- Beach Movie (2003)

### Televizija
- Melrose Place (televizijska serija, 1999)
- Son of the Beach (televizijska serija, 2000)
- Victoria Silvstedt: My Perfect Life (2008)

## Diskografija

### Albumi
- 1999: Girl on the Run

### Singli
- 2010: »Saturday Night« (le promocijski singl)
- 2000: »Party Line«
- 1999: »Rocksteady Love« (skupaj s Turbo B)
- 1999: »Hello Hey«